# 2010 중국야구리그
2010 중국야구리그 또는 CBL 2010시즌은 광둥 레오파스가 베이징 타이거즈를 CBL 챔피언 시리즈에서 2승 무패로 누르고 우승하며 끝이났다. 허난 엘리펀드의 참가로 7개구단 체제가 되었다.

## 소속 야구 팀

### 서남화북지구
- 베이징 타이거즈
- 톈진 라이온스
- 쓰촨 드래곤스

### 동남화동지구
- 상하이 골든이글스
- 광둥 레오파스
- 장쑤 호프스타스
- 허난 엘리펀드

### 종합 순위
| 순위 | 팀                |
| ---- | ----------------- |
| 1    | 광둥 레오파스     |
| 2    | 베이징 타이거즈   |
| 3    | 장쑤 호프스타스   |
| 4    | 톈진 라이온스     |
| 5    | 쓰촨 드래곤스     |
| 6    | 상하이 골든이글스 |
| 7    | 허난 엘리펀드     |

## 수상 내역
| 수상 부문 | 선수 이름 | 팀                |
| --------- | --------- | ----------------- |
| 투수왕    | 천쥔이    | 광둥 레오파스     |
| 타격왕    | 천치      | 상하이 골든이글스 |
| 도루왕    | 쟝홍보    | 광둥 레오파스     |
| 안타왕    | 슝지엔    | 허난 엘리펀드     |
| 득점왕    | 추이샤오  | 베이징 타이거즈   |
| 신인왕    | 리쯔량    | 톈진 라이온스     |
| MVP       | 왕페이    | 광둥 레오파스     |

## 같이 보기
- 중국야구리그